# Файнберг, Владимир Львович
Влади́мир Льво́вич Фа́йнберг (19 мая 1930, Реутово, Московская область — 24 июля 2010) — русский поэт, писатель, сценарист.

## Биография

### Детство и юность
Родился в Реутово в Подмосковье 19 мая 1930 года в еврейской семье. Отец — Лев Ильич Файнберг — выпускник Московского текстильного института, инженер ткацкой фабрики, мать — Белла Анатольевна Иоффе — педиатр, окончила Днепропетровский медицинский институт. Родители познакомились в доме отдыха в Абхазии. В младенчестве перенес полиомиелит, последствия сказывались позднее, хромал на больную ногу. Семья жила во Втором Лавровском переулке Москвы. В 1941—1943 в эвакуации в Ташкенте. Писать стихи начал ещё подростком в 1945—1946.
Оказалось, при газете «Московский комсомолец» создано литературное объединение молодых поэтов. Такое же открылось при МГУ. Приходили туда и молодые поэты, донашивающие фронтовые шинели. И такие юнцы, как я. Там читали стихи «по кругу», обсуждали их под руководством часто сменяющихся мэтров из Союза писателей.

### Начало творчества
В 1949 году Владимир поступает в Литературный институт им. М. Горького на отделение поэзии. В группе единственный выпускник среди бывших фронтовиков и студентов, направленных редакциями. Летом 1953 года проходил практику в газете «Сталинградская правда». Не захотел скрывать еврейские корни, печатался под собственной характерной фамилией, отказавшись выбрать псевдоним. Окончил институт в 1954 году. Сошелся в Москве с писателями старшего поколения — Л. К. Чуковской, Ф. А. Вигдоровой, В. Б. Шкловским. Они поддерживают молодого и нигде не издаваемого автора. Подружился с болгарским графиком Христо Нейковым.
Работал внештатным корреспондентом от разных газет и журналов в командировках в отдаленных районах СССР, увидел страну. В 1959 году в издательстве «Детгиз» выходит книжка стихотворений «Солнце, ветер и Кузьма». Знакомится с опальным Пастернаком.
В 1961 году под редакцией М. Светлова была опубликована книга стихов «Над уровнем моря». 
В 1961 г. окончил сценарное отделение, а в 1968 г. - режиссерское отделение Высших курсов сценаристов и режиссёров. 
Член Союза писателей СССР (с 1965) и Союза писателей Москвы.
В 1964 по дипломному сценарию В. Файнберга режиссёром Б. Рыцаревым снят фильм «Валера». Работал на Центральном телевидении в объединении «Экран».

### Уход из официальной литературы, целительство и свободное творчество
В 70-е годы попадает в полуподпольную лабораторию при обществе им. А. С. Попова. Под руководством её заведующего, проходит курс тренировок по парапсихологии.
В январе 1978 года в подмосковной Новой деревне встретился с отцом Александром Менем. Дружба с ним продлилась до трагической смерти священника. 12 июня 1978 крестился в православие.
Бывал с поездками в Восточной Германии, Египте, Испании. Написана повесть «Что с тобой случилось, мальчик?».
Был создан роман «Здесь и теперь», впервые увидевший свет в 1991 году, первый из серии «Практика духовного поиска». На сегодняшний день в этой серии издано 10 книг, включая сборник стихов разных лет «Невидимая сторона». В начале 90-х жил в Болгарии, Греции, Италии, практиковал нетрадиционную медицину.
С конца 1960-х годов В. Л. Файнберг жил с семьей в ЖСК «Советский писатель»: Красноармейская улица, д. 29 (до 1969: 2-я Аэропортовская ул., д. 18).
Владимир Файнберг скончался 24 июля 2010 года. Урна с прахом захоронена в колумбарии Ваганьковского кладбища.

## Произведения

### Поэзия[4]
- Солнце, ветер и Кузьма: Стихи. М., 1959.
- Над уровнем моря: Стихи. М., 1961.
- Зелёная стрела: Стихи. М., 1968.
- Утренние города: Стихи. М., 1976.
- Невидимая сторона: Стихи. М., 1996.

### Проза[4]
- Морская книга. М., 1962.
- Свет на вулкане. М., 1969.
- Завтрашний ветер. М., 1970.
- Приключение взрослых: Повесть. М., 1974, 2008.
- Здесь и теперь: Роман. М., 1991.
- Все детали этого путешествия: Роман. М., 1993.
- Скрижали: Роман. М., 1993.
- Воспоминания об отце Александре Мене. М., 1993.
- Patrida: Роман. М., 1994.
- Что с тобой случилось, мальчик: Повесть. М., 1994.
- Про тебя: Роман. 1998.
- Навстречу Нике: Роман. М., 2001.
- Словарь для Ники. М., 2004.
- Карта реки Времени: Повести М., 2006.
  - Приключения первого бессмертного человека (2003).
  - Второе посещение острова (2001).
  - Откровенные записи Кости Хубова (2006).
  - Карта реки Времени (2005).
- В бананово-лимонном Сингапуре. М., 2007
- Биография в фотографиях. М., 2008.
- Иные измерения. М., 2010.
- «Даром получили…». М., 2010.